# Reile's Acres
Reile's Acres è un centro abitato (city) degli Stati Uniti d'America, situato nella Contea di Cass nello Stato del Dakota del Nord. Nel censimento del 2000 la popolazione era di 254 abitanti. La città è stata fondata nel 1975.

## Geografia fisica
Secondo i rilevamenti dell'United States Census Bureau, la località di Reile's Acres si estende su una superficie di 1,20 km², tutti occupati da terre.

## Popolazione
Secondo il censimento del 2000, a Reile's Acres vivevano 254 persone, ed erano presenti 68 gruppi familiari. La densità di popolazione era di 204 ab./km². Nel territorio comunale si trovavano 72 unità edificate. Per quanto riguarda la composizione etnica degli abitanti, il 98,43% era bianco, lo 0,79% era nativo e lo 0,79% apparteneva a due o più razze.
Per quanto riguarda la suddivisione della popolazione in fasce d'età, il 37,8% era al di sotto dei 18, il 6,7% fra i 18 e i 24, il 29,5% fra i 25 e i 44, il 24,4% fra i 45 e i 64, mentre l'1,6% era al di sopra dei 65 anni d'età. L'età media della popolazione era di 33 anni. Per ogni 100 donne residenti vivevano 95,4 maschi.